# 아틀란티스 (2025년 영화)
《골든》(영어: Golden)은 2025년 개봉 예정인 미국의 성장, 뮤지컬 영화로, 미셸 공드리가 감독을 맡았다.

## 출연진
- 켈빈 해리슨 주니어 - 퍼렐 윌리엄스 역
- 핼리 베일리
- 데이바인 조이 랜돌프
- 브라이언 타이리 헨리
- 퀸타 브런슨
- 저넬 모네이
- 저부키 영화이트
- 앤더슨 팩
- 미시 엘리엇
- 저밀라 로즈먼드
- 제이슨 리